# Dierama dissimile
Dierama dissimile là một loài thực vật có hoa trong họ Diên vĩ. Loài này được Hilliard miêu tả khoa học đầu tiên năm 1988.